# Эр-Райян
Эр-Райян (араб. الريان‎) — город, расположенный в одноимённом муниципалитете Катара. Является вторым крупнейшим городом Катара после столицы — Дохи. По данным переписи населения 2010 года количество жителей города составляет 392 428 человек.

## Спорт
В Эр-Райяне находятся три больших стадиона Международный стадион Халифа, Ахмед бин Али, Эдьюкейшн Сити, на которых прошло 23 матча Кубка мира по футболу 2022, а также Стадион имени шейха Джассима бин Хамада.
В городе есть две футбольные команды, «Эр-Райян» и «Аль-Гарафа».
Городской стадион «Ахмед бин Али» принимал некоторые матчи Кубка Азии по футболу 2011, который проходил в период с 7 по 29 января.
Также есть волейбольная команда «Эр-Райян», которая заняла второе место на Клубном чемпионате мира в 2014 году, и баскетбольная команда.